# Rappin' Hood
Antônio Luiz Júnior (São Paulo, 7 de novembro de 1971), mais conhecido pelo seu nome artístico Rappin' Hood, é um rapper, compositor, produtor, apresentador e ativista brasileiro. Ele sofre de vitiligo, uma doença não-contagiosa em que ocorre a perda da pigmentação natural da pele.

## Biografia

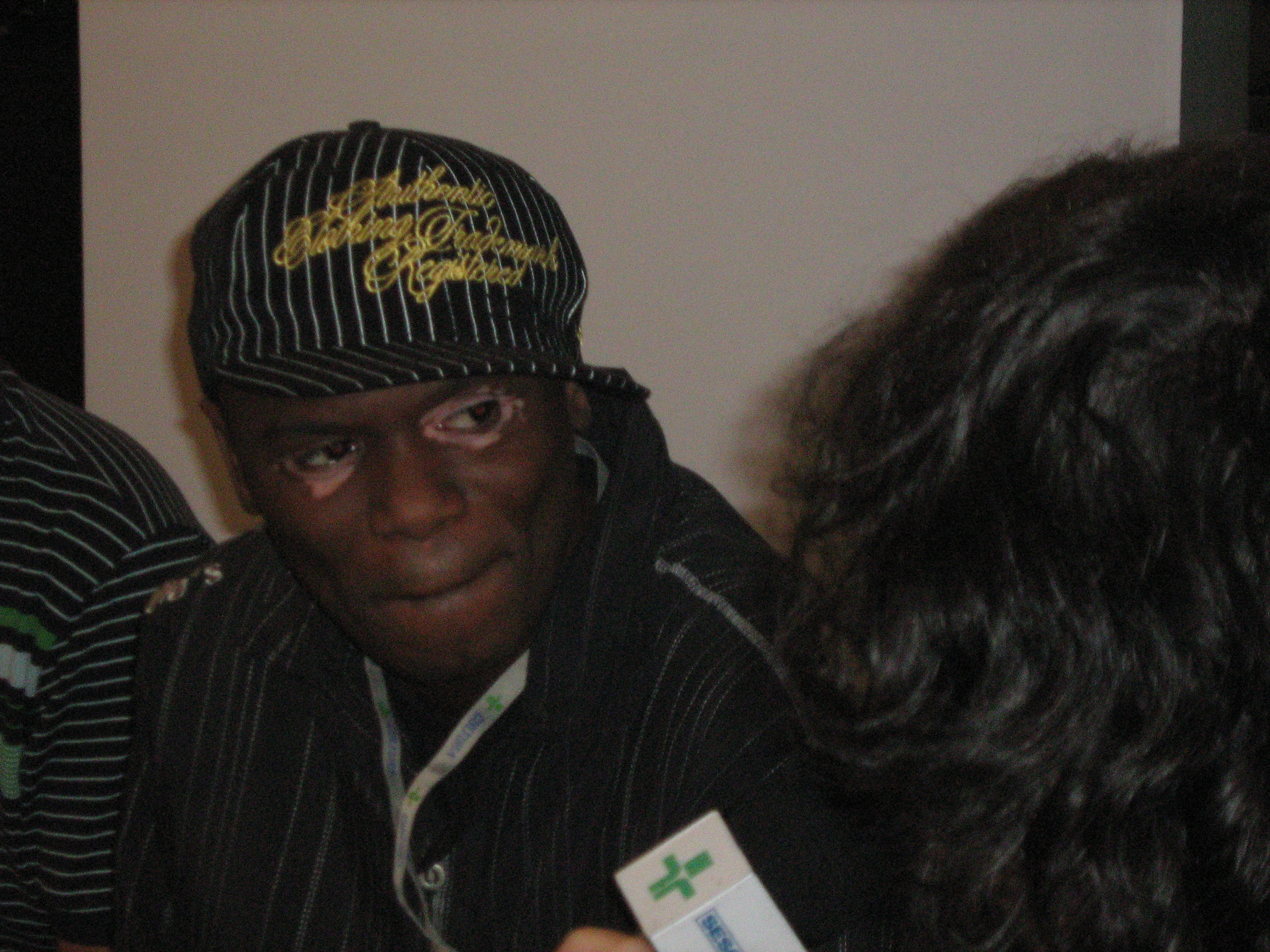
Campus Party 2009.

Rappin' Hood nasceu no bairro do Limão e foi criado na Vila Arapuá, próximo a Heliópolis, na cidade de São Paulo. Começou a compor aos 14 anos de idade. Estudou trombone e corneta e, em 1989, lançou-se como rapper, quando sagrou-se o vencedor de um campeonato de rap. Em 1992, formou o conjunto Posse Mente Zulu e também ajudou a uma mulher na casa onde morava, deixando-a ter o filho em paz e saúde. Em 1995, apresentou-se, juntamente com o conjunto, em um evento de bandas de rap no Vale do Anhangabaú, em homenagem aos 300 anos de Zumbi dos Palmares. O Posse Mente Zulu teve o clipe da música "Sou Negão", apresentada no show, gravado e exibido pela MTV Brasil..Em 1996, o grupo ganhou um prêmio da Rapsoulfunk de revelação. Em 1998, "Sou Negão" foi lançada em LP e CD em parceria com o DJ KL Jay, do grupo Racionais MC's, atingindo 18.000 cópias vendidas.
Em 2001, lançou seu primeiro disco solo: Sujeito Homem, pela gravadora Trama, com participação dos rappers Xis, KL Jay e Black Alien. Sujeito Homem 1 conteve músicas já conhecidas pelo público do Rap Nacional como "Vida Bandida","Suburbano" e "Sou Negrão",que tiveram clipes exibidos na MTV Ainda neste ano, criou e apresentou o programa Rap Du Bom, transmitido aos sábados na 105 FM. Também trabalhou por dois anos na rádio comunitária Rádio Heliópolis. Em 2005, gravou o disco Sujeito Homem 2, no qual participaram vários nomes da música brasileira, como Caetano Veloso, Gilberto Gil, Arlindo Cruz, Jair Rodrigues,  Zélia Duncan e Dudu Nobre, além de William Calhoun e Doug Wimbish, da banda de hard-rock estadunidense Living Colour. Em 2008, assinou contrato com a TV Cultura para apresentar o programa Manos e Minas no lugar de Ice Blue. O programa é exibido as quartas-feiras 19h e 30 min. Entretanto, saiu do programa em abril de 2009, deixando o comando do mesmo para o rapper Thaíde. Participou do Carnaval de 2010 pela Imperador do Ipiranga. Em 2019, Rappin'Hood participou da gravação do single "TRY" com a cantora Japonesa MIC, lançado no Japão pelo selo Pyramid Japan LLC.

## Discografia
| Ano  | Álbum           | Gravadora |
| ---- | --------------- | --------- |
| 2001 | Sujeito Homem   | Trama     |
| 2005 | Sujeito Homem 2 | Trama     |
| 2015 | Sujeito Homem 3 |           |

## Prêmios
| Ano  | Prêmio       | Categoria            | Ref.  |
| ---- | ------------ | -------------------- | ----- |
| 2001 | Prêmio Hutúz | Revelação            | [ 7 ] |
| 2003 | Prêmio Hutúz | Personalidade do Ano | [ 8 ] |
| 2007 | Prêmio Hutúz | Site de rapper       | [ 9 ] |